# Todirostre de Snethlage
Ne doit pas être confondu avec Hemitriccus minimus.
Hemitriccus minor
Espèce
Statut de conservation UICN

 LC  : Préoccupation mineure
Le Todirostre de Snethlage (Hemitriccus minor) est une espèce de passereau de la famille des Tyrannidae,.

## Systématique
Cet oiseau est représenté par trois sous-espèces selon la classification de référence du Congrès ornithologique international (version 9.1, 2019) :
- Hemitriccus minor minor (Snethlage, E, 1907) : à l'est de l'Amazonie brésilienne, au sud de l'Amazone, entre le cours inférieur du rio Xingu et la rive orientale du cours inférieur du rio Tocantins ;
- Hemitriccus minor snethlageae (Snethlage, EH, 1937) : au centre de l'Amazonie brésilienne, au sud de l'Amazone, entre le rio Madeira et le rio Tapajós, jusqu'au nord de la Bolivie et jusqu'à la rive orientale du bassin versant du cours supérieur du rio Tapajós ; également retrouvé localement à l'ouest du cours supérieur du rio Madeira ;
- Hemitriccus minor pallens (Todd, 1925) : à l'ouest de l'Amazonie brésilienne, de l'ouest de l'État d'Amazonas (sur les deux rives de l'Amazone) jusqu'au Rio Negro et au cours inférieur du rio Madeira[1],[2],[4].